# 33129 Ivankrasko
33129 Ivankrasko este un asteroid din centura principală de asteroizi.

## Descriere
33129 Ivankrasko este un asteroid din centura principală de asteroizi. A fost descoperit pe 1 februarie 1998 la Modra de Peter Kolény și Leonard Kornoš. Asteroidul prezintă o orbită caracterizată de o semiaxă mare de 2,83 ua, o excentricitate de 0,14 și o înclinație de 8,8° în raport cu ecliptica.